# 117997 Irazu
117997 Irazu este o planetă minoră (asteroid) din centura de asteroizi. A fost descoperită pe 29 septembrie 1973 la Observatorul Palomar de Cornelis Johannes van Houten. 
Obiectul prezintă o orbită caracterizată de o semiaxă mare de 1,9283554808277 UAi, o excentricitate de 0,11, o înclinație de 19,3 ° în raport cu ecliptica.